# Disco No. 1
Disco No. 1 (ディスコNo.1?, Disuko Nanbā 1), anche conosciuto come Sweet Heart, è un videogioco d'azione per arcade sviluppato e pubblicato da Data East nel 1982. Il titolo era disponibile su DECO Cassette System. Il giocatore assume il ruolo di un ragazzo in una pista di ballo che deve andare intorno alle ragazze per conquistarle, evitando i ragazzacci. 

## Modalità di gioco
In Disco No. 1 viene controllato un ragazzo che balla su una pista da ballo. Il gameplay è simile a Qix di Taito, con il giocatore che traccia una linea mentre si muove sul campo di gioco. L'obiettivo principale è disegnare rettangoli attorno a tutte le ballerine sulla pista per procedere al livello successivo.
Il giocatore deve stare attento ai teppisti che si presentano, poiché toccandoli perde una vita, anche se possono essere sconfitti disegnando un rettangolo attorno a loro. Premendo il pulsante egli può stordire i teppisti, anche se può farlo solo poche volte durante la sessione. Dopo un po' di tempo apparirà anche una strega che inseguirà il ragazzo, l'unico modo per sconfiggerla è voltarsi dall'altra parte quando viene disegnato un rettangolo. Questo la stordirà temporaneamente, consentendo al giocatore di disegnare un rettangolo attorno a lei. I punti vengono guadagnati anche raccogliendo i vari oggetti bonus che galleggiano in tutta la pista.